# Filip (kung)
Filip Halstensson (även Filippus), död 1118, var kung av Sverige cirka 1100–1118. Son till kung Halsten, brorson till Inge den äldre. Enligt Hervarsagans kungalängd och Lanfedgatal skall han ha samregerat med sin bror Inge den yngre, en uppgift som inte bekräftas av svenska källor.
Ytterst få uppgifter är annars kända om honom, och Västgötalagens kungalängd säger bara att han följde lagen. Enligt en enda svensk källa skall han ha samregerat med Ragvald Ingesson, men inga andra källor uppger ens att denne skall ha varit kung. Hans dödsår är känt genom Are Frodes Islendingabok.
Filip är troligen begravd med sin bror Inge den yngre i Vreta klosters kyrka, där man funnit skeletten av två mycket långväxta personer, närmare bestämt 1,98 och 2,02 meter långa. Om detta är korrekt, stämmer det väl överens med uppgiften om att personer ur Stenkilsätten var långväxta.